# Karmann

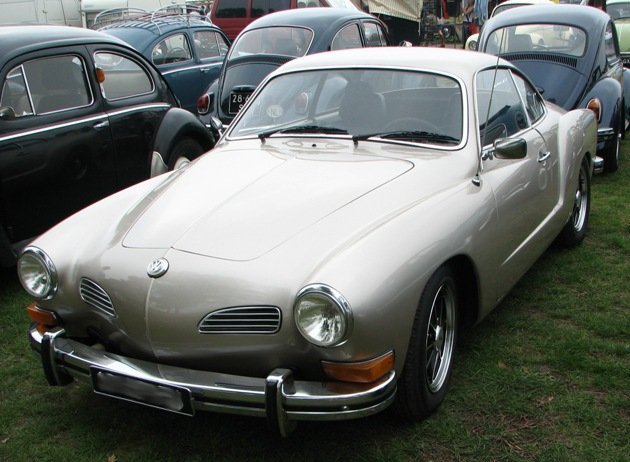
Volkswagen Karmann Ghia är företagets mest kända verk.

Karmann, Wilhelm Karmann GmbH, tysk karossbyggare och biltillverkare i Osnabrück grundad 1901 och nedlagd 2010 efter att konkurs hotade och Volkswagen tog över fabriken.
Företaget var specialiserat på tillverkning åt större biltillverkare som Audi, BMW, DaimlerChrysler, Ford, Kia Motors, Porsche, Renault och Volkswagen. Det rörde sig ofta om öppna versioner. Man tog även fram designstudier. Sedan 1949 har företaget tillverkat mer än 3 miljoner bilar och har produktionsorter i Tyskland, USA, Mexiko, Brasilien, Portugal och Storbritannien. Företaget har också levererat liner och pressverktyg till lastbils- och bilindustrin i många år.
Företagets mest kända modell Volkswagen Karmann Ghia ritades av italienska Ghia och utvecklades och tillverkades av Karmann på uppdrag av Volkswagen. Just Volkswagen (VW) förknippas Karmann särskilt med då man tillverkade alla cabrioletversioner av VW Bubblan och tillverkat alla VW Golf cabriolet. Man tillverkade även Volkswagen Scirocco och Porsche 914. 
I november 2009 tillkännagav Volkswagen att man köper Karmanns fabrik i Osnabrück med tillhörande maskiner och utrustning som drabbats hårt av finanskrisen.
Biltillverkaren Valmet Automotive i Nystad i Finland köpte Karmann:s taktillverkning år 2010.

## Tidigare tillverkning

### Fordon

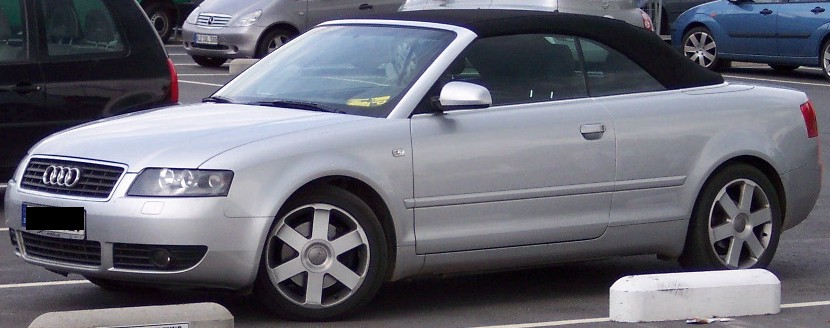
Audi A4 Cabriolet tillverkades av Karmann.

- Audi Cabriolet (Audi A4)
- Chrysler Crossfire Coupé
- Chrysler Crossfire Roadster
- Mercedes-Benz CLK-klass Cabriolet
- Volkswagen Corrado

### Takmoduler och chassier
- Takmoduler
  - Audi A4 Cabriolet (2001)
  - Bentley Continental GTC Cabriolet (2006)
  - Chrysler Crossfire Roadster
  - Mercedes CLK Cabriolet (1998)
  - Nissan Micra CC Cabriolet/Coupe (2005)
  - Renault Mégane CC Cabriolet/Coupe (2002)
  - VW New Beetle Cabriolet

- Chassier
  - Mercedes-Benz SLK
  - Spyker C8 Spyder (2006)